# Стивенс, Кирк
Кирк Сти́венс (англ. Kirk Stevens) — канадский профессиональный игрок в снукер.

## Ранняя карьера
Кирк начал играть в снукер в 10 лет, а свой первый сенчури-брейк сделал в 12. В 15 лет он играл много матчей на деньги, а его взрослые оппоненты только удивлялись его игре. Наконец, в 1978 году Кирк попадает на чемпионат мира среди любителей, где доходит до 1/2 финала. Благодаря этому достижению он и стал профессионалом.

## Карьера
Кирк Стивенс стал профессионалом в 1978 году, и уже в 1980 году поразил всех, выйдя в полуфинал ЧМ, при том, что ему пришлось играть квалификацию.
Кирк быстро продвигался вверх по рейтингу и уже к сезону 1984/85, благодаря многим четверть- и полуфиналам, стал 4-м. Возможно, в сезоне 1984/85 канадец вышел на свой пик формы: тогда он снова достиг полуфинала первенства мира, уступив Джимми Уайту, и вышел в такую же стадию турнира Мастерс, где в матче против того же Уайта сделал максимальный брейк.
В 1982 году он в составе сборной Канады завоёвывает Кубок мира, хотя ещё двумя годами раннее он и его партнёры по сборной играли в финале. Также Кирк ещё 2 раза побеждал на Canadian Professional (в 1981 и 1983 годах).
Свой единственный рейтинговый финал канадец сыграл в 1985 году на British Open. В финале он проиграл южноафриканцу Сильвиньо Франсиско, но после матча Сильвиньо обвинил его в употреблении наркотических веществ. Сам Франсиско за такое высказывание был крупно оштрафован, однако через некоторое время Кирк признался, что принимал кокаин. Он поехал в Канаду на курсы лечения, а когда на следующий сезон возвратился, то вышел в несколько четвертьфиналов. Но теперь победы ему давались с трудом, и постепенно, к концу сезона 1986/87, Кирк выбыл из Топ-16. Ещё через сезон канадец покинул и Топ-32.
Стивенс продолжал играть в мэйн-туре до сезона 1992/93, но за это время он понизился в рейтинге до 50-х — 60-х мест и вскоре решил прекратить выступления в качестве профессионала и уехать в Канаду. В конце 90-х Кирк всё же, благодаря немалым стараниям, вернулся в мэйн-тур, но не сумел защитить своё место на следующий сезон и выбыл снова.
К сезону 2000/01 канадец имел отличную возможность в очередной раз возвратиться в мэйн-тур, однако, в матче за заветную путёвку проиграл своему соотечественнику — Бобу Шаперону.

## Достижения в карьере
- Чемпионат мира полуфиналист — 1980, 1984
- British Open финалист — 1985
- Кубок мира победитель (в составе сборной Канады) — 1982
- Canadian Professional чемпион — 1983[1]